# شعب ماجوينداناو
شعب ماجوينداناو، هي أحد أوسع مجموعات المورو، وهي سادس أكبر مجموعة عرقية فلبينية. وماجوينداناو تعني (السهول، أي شعب السهول).